# Епархия Валлифилда

Герб епархии Валлифилда

Епархия Валлифилда (лат. Dioecesis Campivallensis) — епархия Римско-Католической церкви с центром в городе Салаберри-де-Валлифилд, Канада. Епархия Валлифилда входит в митрополию Монреаля. Кафедральным собором епархии Валлифилда является собор святой Цецилии в городе Салаберри-де-Валлифилд.

## История
5 апреля 1892 года Святой Престол учредил епархию Валлифилда, выделив её из архиепархии Монреаля.

## Ординарии епархии
- епископ Joseph-Médard Émard (5.04.1892 — 2.06.1922), назначен архиепископом Оттавы
- епископ Феликс-Раймон-Мари Рулё (9.03.1923 — 9.07.1926), назначен архиепископом Квебека; с 1927 года — кардинал
- епископ Joseph Alfred Langlois (10.07.1926 — † 22.09.1966)
- епископ Percival Caza (22.09.1966 — 18.03.1969)
- епископ Guy Bélanger (17.10.1969 — † 15.10.1975)
- епископ Robert Lebel (26.03.1976 — 30.06.2000)
- епископ Luc Cyr (10.05.2001 — 26.07.2011), назначен архиепископом Шербрука
- епископ Noël Simard (30.12.2011 — по настоящее время)

## Источник
- Annuario Pontificio, Libreria Editrice Vaticana, Città del Vaticano, 2003, ISBN 88-209-7422-3